# Burschenschaft Alemannia Leipzig

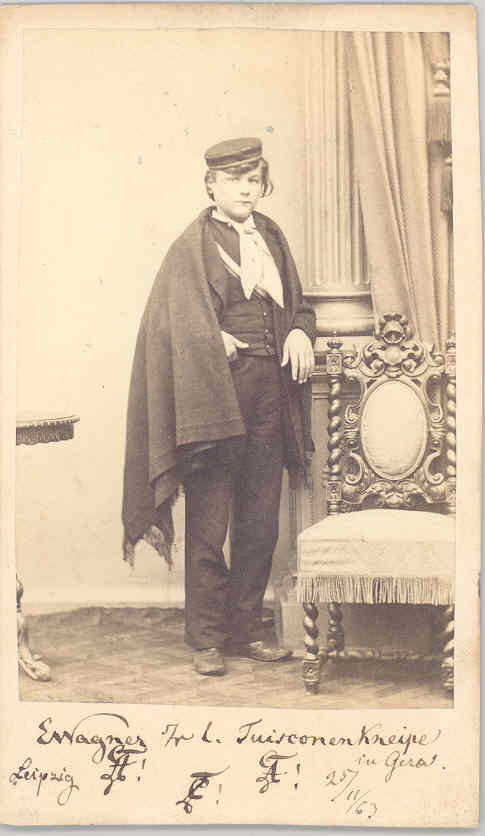
E. Wagner in Couleur der Alemannia, 1863

Die Leipziger Burschenschaft Alemannia zu Bamberg und die Burschenschaft Alemannia Leipzig sind zwei eigenständige, farbentragende Studentenverbindungen mit christlich-burschenschaftlicher Ausrichtung an der Otto-Friedrich-Universität Bamberg sowie an der Universität Leipzig und den Leipziger Hochschulen. Beide Verbindungen haben ihren Ursprung in der 1861 in Leipzig gegründeten Burschenschaft Alemannia. Bedingt durch die politische und historische Entwicklung in Mitteldeutschland wurde die Tradition der Burschenschaft Alemannia nach 1945 zunächst an der Friedrich-Alexander-Universität Erlangen und später an der Otto-Friedrich-Universität Bamberg fortgeführt. Erst 2009 gelang der bis heute in Bamberg bestehenden Leipziger Burschenschaft Alemannia die Wiedergründung in Leipzig. Seitdem bestehen an den Hochschulorten Bamberg und Leipzig zwei eigenständige Burschenschaften auf Grundlage derselben Tradition und verbunden durch ein bundesbrüderliches Verhältnis.

## Besondere historische Rolle
Kurz nach ihrer Gründung am 3. Februar 1861 in Leipzig erreichte Alemannia als erste Verbindung im Königreich Sachsen die offizielle Genehmigung zum Tragen der seit den Karlsbader Beschlüssen von 1819 verbotenen Farben Schwarz-Rot-Gold und der Bezeichnung Burschenschaft durch das Kultusministerium.
Im Unterschied zu vielen anderen Burschenschaften lehnt die Burschenschaft Alemannia seit ihrer Gründung Duell und Mensur aufgrund ihres christlichen Prinzips und unter Berufung auf urburschenschaftliche Ziele ab. Was heute bei nicht wenigen Burschenschaften ebenfalls praktiziert wird, bedeutete zum Zeitpunkt der Gründung der Alemannia das Vertreten einer stark unpopulären Position. Dies war auch der Grund für den Bruch mit den beiden anderen damals bestehenden Leipziger Burschenschaften, mit denen zunächst ein gutes Verhältnis bestanden hatte. Zum Bruch kam es, als Alemannia am 25. Juli 1861 einstimmig den Beschluss fasste, das Duell als dem Prinzip der christlich-deutschen Gesinnung zuwider zu verwerfen, während sich die beiden anderen Burschenschaften zur unbedingten Satisfaktion bekannten. Aus diesem Grund suchte die Alemannia schon sehr früh den Kontakt zu anderen, ähnlich gesinnten Burschenschaften und schloss im Jahre 1862 ein Kartell mit der wesensgleichen Burschenschaft Germania in Göttingen. Bald darauf trat sie außerdem in nähere Beziehungen zur ebenfalls gleichgerichteten Burschenschaft Germania zu Bonn (heute Burschenschaft Rheno-Germania zu Bonn). Zusammen legten diese Burschenschaften den Grundstein für die Entwicklung der sogenannten Christlichen Burschenschaft, deren Vertreter die christliche Ausrichtung betonen und im Gegensatz zu den schlagenden Burschenschaften Duell und Mensur ablehnen.
Nachdem es in den 1860er Jahren und danach nicht gelungen war, die christlichen Burschenschaften in einem festen Verband zusammenzuführen, nahm Alemannia in den Jahren vor dem Ersten Weltkrieg einen erneuten Anlauf. Der Kriegsausbruch verhinderte jedoch die Gründung zunächst, so dass diese erst 1920 gelang. Die Burschenschaft Alemannia Leipzig gründete in diesem Jahr gemeinsam mit der Burschenschaft Adelphia Gießen und der Akademisch-Wissenschaftlichen Verbindung Marcomannia zu Frankfurt am Main den Verband Deutscher Burschen (VDB), dem sie bis zur erzwungenen Selbstauflösung des Verbandes im Jahre 1935 und erneut nach dessen Wiedergründung im Jahre 1950 angehörte. Der Verband löste sich allerdings bereits ein Jahr nach der Wiedergründung der Alemannia im Jahre 1957 endgültig auf.

## Ziele und Prinzipien
Die Alemannia vereinigt ihre Mitglieder zu einem Freundschaftsbund auf Lebenszeit. Eine spezielle Prägung erhält dieser Lebensbund durch die vier Prinzipien der Alemannia:
1. Christlich-deutsche Gesinnung, zu erstreben in Läuterung und Festigung der religiösen Überzeugung und in der ungeteilten Liebe zum Vaterland.
2. Sittlichkeit, d. h. Reinheit des Charakters zu bewahren in Wort und Tat als Grundlage und Ziel des Freundschaftsbundes.
3. Wissenschaftlichkeit, erzielt in Erfüllung des akademischen Berufes.

Der Wortlaut dieser drei Grundsätze ist seit 1861 unverändert. Ein viertes Prinzip wurde nach den Erfahrungen des Zweiten Weltkriegs hinzugefügt:
1. Toleranz, d. h., es wird die Achtung gegenüber Andersgläubigen und Andersdenkenden vorausgesetzt.

Die Burschenschaft erstrebt die freie geistige Entwicklung ihrer Mitglieder zu verantwortungsvollen Staatsbürgern. Dazu wird jedes Semester von den Aktiven ein Programm organisiert, bei dem besonderer Wert auf die Beschäftigung mit aktuellen Themen aus Politik, Wissenschaft und Kultur gelegt wird. Die Burschenschaft Alemannia vertritt keinen bestimmten dogmatischen oder konfessionellen Standpunkt und verfolgt keine parteipolitischen Ziele. Sie erwartet jedoch von ihren Mitgliedern jederzeit das Eintreten für ihre Prinzipien sowie für Freiheit und Demokratie.

## Farben und Abzeichen
Die Farben der Burschenschaft Alemannia sind Schwarz-Rot-Gold, in Bamberg von oben, in Leipzig von unten gelesen. Wie bei farbentragenden Verbindungen üblich, tragen die Mitglieder ein Brustband in den Farben der Verbindung. Historisch bedingt zeigt das Alemannenband jedoch eine veränderte Anordnung der Verbindungsfarben, nämlich Schwarz-Rot auf Gold, und unterscheidet sich damit von klassischen dreifarbigen Verbindungsbändern. Das Band hat in Bamberg eine Breite von 27 mm und in Leipzig eine Breite von 32 mm. Letzteres entspricht damit dem sogenannten Leipziger Bandmaß. Als Burschenschaft kennt die Alemannia keinen prinzipiellen Unterschied zwischen Füxen und Burschen und damit auch kein Fuxenband. Füxe und Burschen tragen das gleiche Band. Neben dem Band tragen die Alemannen eine karmesinrote Tuchmütze mit schwarz-rot-goldenem Farbstreifen. Weitere wichtige Abzeichen sind Zirkel und Wappen (siehe Abbildungen rechts oben).

## Geschichte

### Gründung 1861 in Leipzig
Am 3. Februar 1861 unterzeichnen die zehn Stifter (= Gründungsmitglieder) die Statuten der Alemannia. Als Ziele legten die Stifter in den Statuten fest:

„Christlich-deutsche Gesinnung zu erstreben in Läuterung der religiösen Überzeugung und der patriotischen Gefühle. [...] Reinheit des Charakters zu bewahren in Wort und That als Grundlage und Ziel des Freundschaftsbundes. [...] Wissenschaftlichkeit, erzielt in der Erfüllung des academischen Berufs.“

Damit wird die Alemannia offiziell als Verbindung konstituiert, nachdem sie bereits seit November 1860 als wissenschaftlicher Verein existierte. Im Jahre 1862 wird anlässlich des ersten Stiftungsfestes ein Kartell mit der Burschenschaft Germania in Göttingen abgeschlossen. Obwohl das Kartell 1866 wieder gelöst wird, bildet es die Grundlage für das bis heute bestehende Freundschaftsverhältnis zwischen Alemannia und Germania. Bereits nach sieben Jahren – am Ende des WS 1867/68 – muss sich Alemannia aber mangels neuer Mitglieder vertagen.

### Wiedergründung 1898 in Leipzig

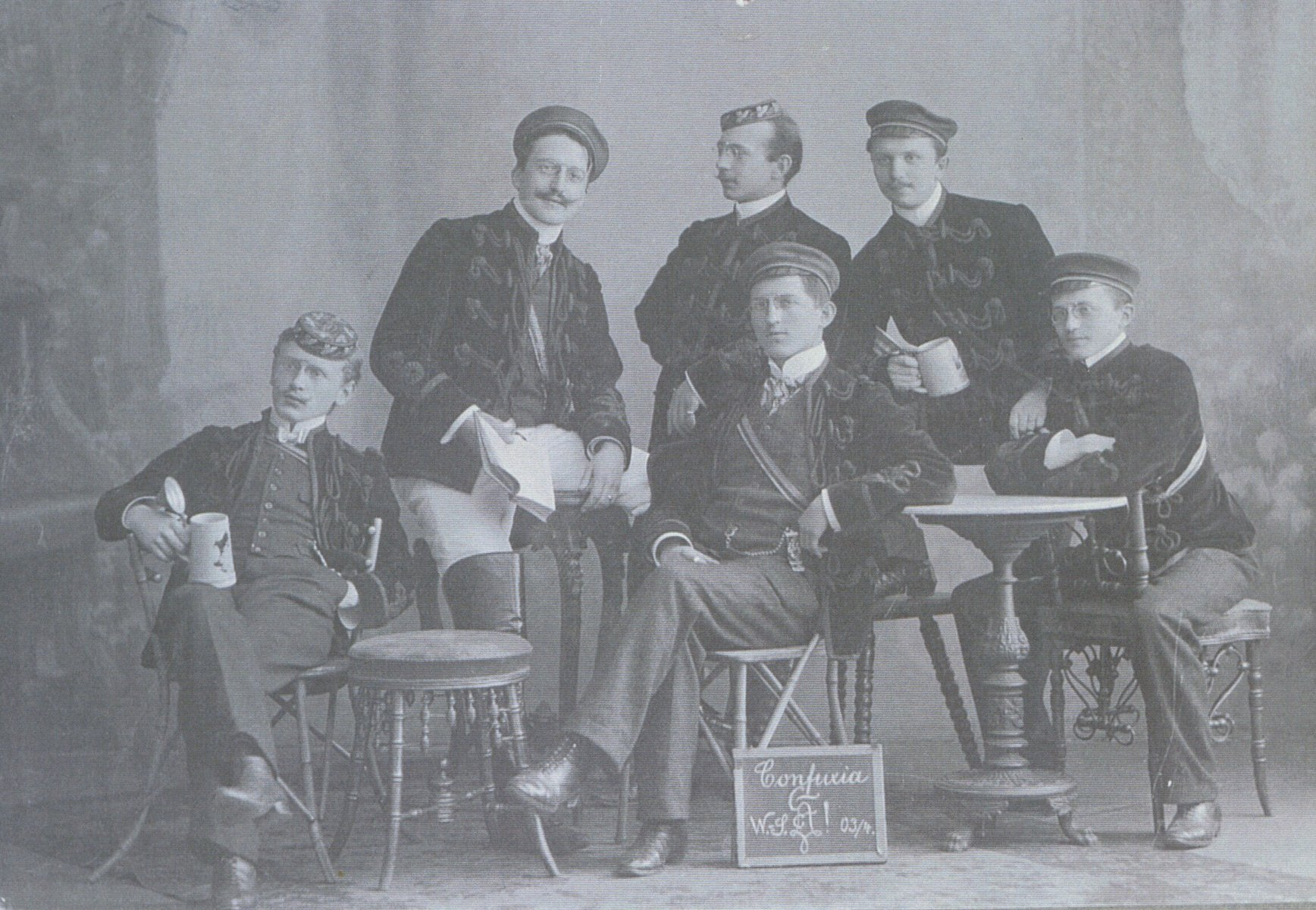
Confuxia im WS 1903/04

Erst dreißig Jahre später, im Jahre 1898 gelingt dem Göttinger Germanen Heinrich Asmus, der deswegen eigens an die Universität Leipzig wechselte, die Wiedergründung der Alemannia. Die noch lebenden Mitglieder der alten Alemannia schließen sich der Wiedergründung bis auf wenige Ausnahmen an.
Im Jahre 1904 verabschiedet der akademische Senat der Universität Leipzig die Satzung des Allgemeinen Studentenausschusses (AStA), an dessen Gründung der Alemanne Gustav Melzer führend beteiligt ist.
Am 15. Oktober 1910 wird mit Unterstützung der Alemannia und unter Übernahme ihrer Prinzipien in Halle die Burschenschaft Cheruskia gegründet. Gründungssprecher ist ein in Halle studierendes Mitglied der Alemannia. Die Tradition der Cheruskia wird seit 1921 von der Burschenschaft Mainfranken Würzburg weitergeführt.

### Während und zwischen den Weltkriegen
Während des Ersten Weltkrieges (1914 bis 1918) leisten alle Aktiven, d. h. studierenden Mitglieder der Burschenschaft Alemannia Kriegsdienst. Die Burschenschaft muss sich daher vertagen. Nach Beendigung des Krieges wird Anfang 1919 eine neue Aktivitas aufgebaut.
Im Jahre 1926 gründen Mitglieder der an der Universität Leipzig agierenden Alemannia eine Verbindung mit gleichen Prinzipien an der Handelshochschule Leipzig: die Burschenschaft Tuisconia. Neun Jahre später, im Februar 1935, muss die Leipziger Tuisconia unter äußerem Druck ihre geschlossene Überführung in die Alemannia beschließen. Im Dezember des gleichen Jahres muss sich dann auch die Alemannia im Rahmen des vorgezogenen 75. Stiftungsfestes selbst auflösen, da ihre Pläne zur Errichtung einer obligatorischen Wohnkameradschaft wegen zu geringen Mitgliederbestands im Vergleich zu vielen anderen Leipziger Verbindungen abgelehnt wurde.

### Wiedergründung 1956 in Erlangen
Da auch nach Beendigung der Schreckensherrschaft der Nationalsozialisten und dem Ende des Zweiten Weltkrieges Studentenverbindungen in der Sowjetischen Besatzungszone und daraufhin in der Deutschen Demokratischen Republik verboten bleiben, ist eine erneute Wiedergründung der Alemannia in Leipzig ausgeschlossen. Deshalb bereiten die Alten Herren in Westdeutschland eine Wiedergründung an der Friedrich-Alexander-Universität Erlangen vor, die 1956 gelingt.
Die Burschenschaft Alemannia wird sofort wieder in den bereits 1950 wiedergegründeten Verband Deutscher Burschen (VDB) aufgenommen. Nach dem Zerfall des VDB beteiligt sich Alemannia 1957 an der Gründung des Deutschen Burschen-Rings, tritt aber 1960 wegen Streitigkeiten über die Aufnahme von Ausländern wieder aus. Nach längerer Orientierungszeit schließt sich die Burschenschaft Alemannia 1964 dem Deutschen Wissenschafter-Verband (DWV) an. Trotz mancher Bedenken, dass dieser Verband das burschenschaftliche Element vermisse, ist die Mehrheit der Mitglieder davon überzeugt, dass sich die Alemannia mit ihrem Wissenschaftsprinzip im DWV positiv entwickeln werde. Infolge der Studentenunruhen von 1968 muss sich Alemannia 1968 und nach einer kurzlebigen Wiedergründung 1976 erneut aus Mangel an aktiven Mitgliedern vertagen. Ende 1977 tritt die Burschenschaft wieder aus dem DWV aus.

### Wiedergründung 1990 in Bamberg / Mitgliedschaft im Schwarzburgbund
Nach sieben Jahren ohne Aktivenbetrieb wird 1983 der Beschluss gefasst, eine Wiedergründung an der jungen Otto-Friedrich-Universität Bamberg zu versuchen und die Vorbereitungen dazu beginnen. Mit Unterstützung des Schwarzburgbundes (SB) gelingt 1990 die Wiedergründung in Bamberg, gleichzeitig erfolgt der Beitritt zum SB.
Zusammen mit den Burschenschaften Ostmark-Breslau zu Regensburg, Kurmark-Brandenburg, Bayreuth (Vertrag von der Kurmark nicht ratifiziert) und Teutonia Nürnberg gründet Alemannia 1995 den Convent Bayrischer Burschenschaften (CBB) als gemeinsame innerhalb des SB zur Rückbesinnung auf die urburschenschaftlichen Wurzeln und verstärkten Pflege studentischer Traditionen. Um auch über die Grenzen Bayerns hinaus auf den SB wirken zu können, benennt sich der CBB 1999 in Cartell Christlicher Burschenschaften (CCB) um. Im Jahr 2000 wird – als erste nicht-bayerische Burschenschaft – Rheno-Germania Bonn aufgenommen.

### Wiedergründung 2009 in Leipzig / Fortbestand in Bamberg
Im Jahre 2009 erfolgt die Wiedergründung in Leipzig durch Zusammenschluss der Mitglieder der Burschenschaft Akkadia zu Leipzig mit Mitgliedern der Leipziger Burschenschaft Alemannia zu Bamberg zu einer neuen Burschenschaft Alemannia zu Leipzig. Die Burschenschaft Akkadia stellte mit diesem Tag ihren Aktivenbetrieb ein. Die Burschenschaft Alemannia zu Bamberg wird weitergeführt und ist mit der Burschenschaft Alemannia zu Leipzig durch ein bundesbrüderliches Verhältnis verbunden. Die Burschenschaft Alemannia ist damit eine der letzten Studentenverbindungen aus dem Gebiet der ehemaligen DDR, die nach der Wiedervereinigung an ihren alten Gründungsort zurückgekehrt ist.
Die Alemannia Leipzig wurde 2010 für zwei Jahre als vorläufige Mitgliedsverbindung in den Schwarzburgbund aufgenommen. Der Antrag auf Vollmitgliedschaft wurde im Rahmen der Hauptversammlung 2012 jedoch abgelehnt. Die Burschenschaft Alemannia Leipzig versteht sich als verbandsfreie Studentenverbindung, die im Oktober 2012 dem Cartell Christlicher Burschenschaften (CCB) im Schwarzburgbund beigetreten ist. Ihre Schwesterverbindung, die Leipziger Burschenschaft Alemannia zu Bamberg, hat auf ihrem Stiftungsfest 2013 den Austritt aus dem Schwarzburgbund zum 31. Dezember 2013 beschlossen.

## Bekannte Mitglieder
- Gerhard Fink (1934–2013), Altphilologe und Fachdidaktiker
- Ernst August Gries (1879–1944), Realschulprofessor, Direktor der deutschen Realschule in Windhuk (1921–1924), Afrikaforscher und Studentenhistoriker[8]
- Adalbert Hudak (1911–1986), Mitglied des Deutschen Bundestages (Ehrenmitglied)
- Axel Bernd Kunze (* 1972), Erziehungswissenschaftler und katholischer Sozialethiker
- Ralph H. Major (1884–1970), Doktor der Medizin und Professor der University of Kansas School of Medicine[9]
- Helmut-Eberhard Paulus (* 1951), Verwaltungsjurist, Kunsthistoriker und Denkmalpfleger, Direktor der Stiftung Thüringer Schlösser und Gärten
- Paul Wilhelm Ritterbusch (1900–1945), ordentlicher Professor für Verfassungs-, Verwaltungs- und Völkerrecht in Kiel, Ministerialdirigent, 1937–1945 Rektor der Christian-Albrechts-Universität zu Kiel, im SS 1932 aus politischen Gründen ausgetreten
- Gustav Hermann Siebeck (1842–1920), Philosophieprofessor und Rektor der Universität Gießen
- Konrad Wickert (1938–2019), Historiker und Universitätsbibliothekar
- Günter W. Zwanzig (1932–2021), Oberbürgermeister von Weißenburg/Bayern